# Кук (округ, Техас)
Округ Кук (англ. Cooke County) расположен в США, штате Техас. Административный центр округа — город Гейнсвилл.

## История
Округ образован в 1848 году из части округа Фаннин. Получил название в честь Уильяма Гордона Кука, участника Техасской революции.

## География
По данным Бюро переписи населения США, общая площадь округа равняется 2328 км², из которых 2263 км² суша и около 65 км² или 2,8 % это водоёмы.

### Соседние округа
- Грейсон (восток)
- Дентон (юг)
- Лов (север)
- Монтейг (запад)
- Уайз (юго-запад)

## Демография
По данным переписи населения 2010 года в округе проживало 38 437 жителей, в составе 14 513 хозяйств и 10 321 семей. Плотность населения была 16 человек на 1 квадратный километр. Насчитывалось 15 061 жилых дома, при плотности покрытия 7 построек на 1 квадратный километр. По расовому составу население состояло из 85,7 % белых, 2,7 % чёрных или афроамериканцев, 1 % коренных американцев, 0,8 % азиатов, 0,01 % коренных гавайцев и других жителей Океании, 7,5 % прочих рас, и 2,2 % представители двух или более рас. 15,6 % населения являлись испаноязычными или латиноамериканцами.
Из 14 513 хозяйств 29,1 % воспитывали детей возрастом до 18 лет, 55,4 % супружеских пар живущих вместе, в 11,1 % семей женщины проживали без мужей, 28,9 % не имели семей. На момент переписи 24,1 % от общего количества жили самостоятельно, 10,5 % лица старше 65 лет, жившие в одиночку. В среднем на каждое хозяйство приходилось 2,6 человека, среднестатистический размер семьи составлял 3,09 человека.
Показатели по возрастным категориям в округе были следующие: 28,5 % жители до 19 лет, 5,8 % от 20 до 24 лет, 22,5 % от 25 до 44 лет, 27,4 % от 45 до 64 лет, и 15,9 % старше 65 лет. Средний возраст составлял 40,8 лет. На каждых 100 женщин приходилось 97,4 мужчины. На каждых 100 женщин в возрасте 18 лет и старше приходилось 92,8 мужчины.
По состоянию на 2000 год средний доход на хозяйство в округе составлял 37 649 долларов, на семью — 44 869 долларов. Среднестатистический заработок мужчины был 32 429 долларов против 22 065 долларов для женщины. Доход на душу населения был 175 889 долларов. Около 10,9 % семей и 14,1 % общего населения находились ниже черты бедности. Среди них было 19,8 % тех кому ещё не исполнилось 18 лет, и 10,7 % тех кому было уже больше 65 лет.

## Политическая ориентация
На президентских выборах 2008 года Джон Маккейн получил 78,97 % голосов избирателей против 20,3 % у демократа Барака Обамы.
В Техасской палате представителей округ Кук числится в составе 68-го района. Интересы округа представляет республиканец Дрю Спрингер из Манстера.

## Населённые пункты

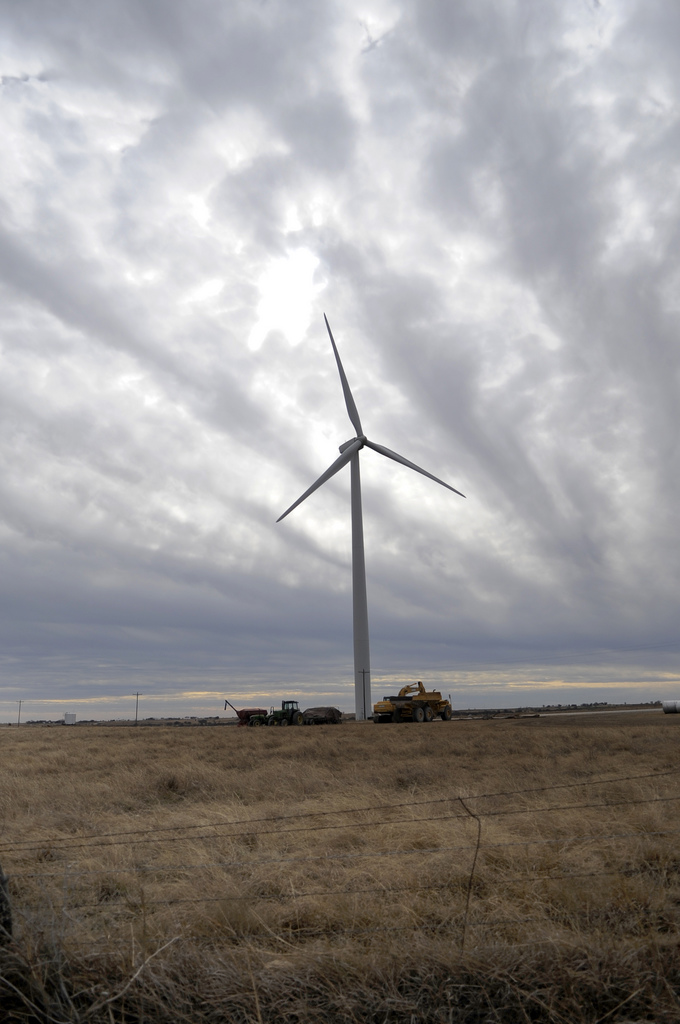
Ветрогенератор в Манстере.

### Города, посёлки, деревни
- Валли-Вью
- Гейнсвилл
- Каллисберг
- Линдси
- Манстер
- Ок-Ридж
- Уайтсборо[7]

### Определяемые переписью места
- Лейк-Кайова

### Немуниципальные территории
| - Бернс-Сити - Балчер - Валнут-Бенд - Вудбайн - Декстер | - Лео - Лоис - Маунтин-Спрингс - Мэрисвилл | - Мира - Мосс-Лейк - Ростон - Пайонир-Валли | - Прери-Пойнт - Сивелс-Бенд - Эра - Худ |

## Образование
Образовательную систему округа составляют следующие учреждения:
- школьный округ Валли-Вью[8]
- школьный округ Гейнсвилл[9]
- школьный округ Каллисберг[10]
- школьный округ Линдси[11]
- школьный округ Манстер[12]
- школьный округ Сивелс-Бенд[13]
- школьный округ Уайтсборо[14] (частично)
- школьный округ Эра[15]

- Северный колледж Центрального Техаса[16]